# كيفن ويلكينسون
كيفن ويلكينسون (بالإنجليزية: Kevin Wilkinson)‏ هو طبال بريطاني، ولد في 11 يونيو 1958، وتوفي في 17 يوليو 1999 بسبب شنق.

## وصلات خارجية
- كيفن ويلكينسون على موقع ميوزك برينز (الإنجليزية)
- كيفن ويلكينسون على موقع ديسكوغز (الإنجليزية)